# Dani Levy
Pour les articles homonymes, voir Daniel Levy, Dan Levy et Levy.
 (décembre 2014).
Dani Levy, né le 17 novembre 1957 à Bâle, est un réalisateur et acteur suisse, résidant à Berlin.

## Biographie
Dani Levy commence sa carrière à Bâle en 1970 comme clown et acrobate au Circus Basilisk puis devient acteur au Basler Theater. 
De 1977 à 1979, il accumule les expériences sans terminer ses cours de théâtre. Il part ensuite aux États-Unis où il voyagera pendant deux ans. 
En 1980, il rentre en Europe et s'établit à Berlin. Il y produit et joue des spectacles avec la troupe de théâtre pour la jeunesse Rote Grütze où il fait la connaissance de l'actrice Anja Franke qui devient sa compagne. 
En 1984, il joue dans le téléfilm de Thomas Hostettler Motel le rôle de Peperoni.
En 1986, il écrit et dirige en collège avec Anja Franke et Helmut Berger (attention, il ne s'agit pas de l'acteur des films de Visconti) son premier film : Du mich auch (Titre français : Toi-même). Il y joue le rôle de Roméo pendant qu'Anja joue Julia. C'est un succès. Le film est sélectionné au Festival de Cannes et reçoit le prix du meilleur film au Festival de la Comédie de Vevey.
En 1989, il écrit avec Anja Franke, Holger Franke et Maria Schrader RobbyKallePaul. Le film qu'il réalise reçoit le prix du public au Festival Max-Ophüls.

Le film qui décrit la vie d'une communauté dans le Berlin des années 80. Robby (joué par Dani Levy) partage un appartement avec Kalle et Paul. Bien que les trois garçons soient très différents, ils partagent le même problème : les femmes. Quand Malu (jouée par Maria Schrader) s'installe, chacun se demande si elle est la femme de ses rêves.
En 1990, il écrit avec Maria Schrader le scénario de Meschugge (Titre français : La Girafe) qu'il tournera avec elle dans le rôle de Lena huit ans plus tard, en 1998.
En 1991, Dani Levy joue Paul dans le film Hausmanner de Peter Timm.
En 1992, il écrit en collaboration avec Maria Schrader son film I was on Mars (traduction : j'étais sur Mars). Il y joue le rôle d'Alio. Le film reçoit le prix Fipresci au Festival international du film de Saint-Sébastien et Maria Schrader le prix du meilleur jeune espoir féminin au Festival Max-Ophüls.

Le film raconte les tribulations drolatiques d'une jeune Polonaise désargentée et non bilingue (Maria Schrader) égarée dans les méandres de New York.
En 1993, il écrit et réalise Ohne Mich (traduction : sans moi), un des quatre segments du téléfilm Neues Deutschland. Il y joue le rôle de Simon Rosenthal. Le court métrage remporte le prix Hypobank de la mise en scène au Festival du Film de Munich.

La même année, il apparaît dans le film Halbe Welt de Florian Flicker dans le rôle de Katz.
En 1994, Levy s'associe à Tom Tykwer, Wolfgang Becker et Stefan Arndt pour fonder la société de production X-Filme Creative Pool.

Il écrit avec Klaus Chatten et Maria Schrader son film Stille Nacht (traduction : nuit calme), premier film produit par la société. Ce ne sera pas un succès commercial mais il remportera le  prix du film bavarois et le prix Alfred Bauer au Festival International du Film de Berlin.

Le film parle d'un triangle où Julia (Maria Schrader) est incapable de faire un choix entre Franck qui lui donne beaucoup de plaisir et Christian, flic sensible qui ne réussit pas à la quitter.

La même année, il joue le rôle de Zeto dans Einer meiner ältesten Freunde de Rainer Kaufmann.
En 1995, il joue le rôle de Jost dans la comédie Die Mediocren de Matthias Glasner.
En 1996, il joue le rôle de Bernd dans Tempo de Stefan Ruzowitzky et le rôle de Freier dans Kondom des Grauens de Martin Walz.
En 1997, il apparaît dans le sixième épisode de la quatrième saison de la série télévisuelle "Faust". L'épisode s'appelle Auf den Tag genau et est réalisé par Mark Schlichter.
En 1998, Dani Levy a enfin le budget pour tourner et jouer dans son thriller Meschugge (Titre français : La Girafe) qu'il avait écrit avec Maria Schrader en 1990. Le film gagne le premier prix du Festival du Film de Toronto, le Prix du film bavarois et le Prix du meilleur Cinéma en 1999.

Le film raconte l'histoire de Lena (Maria Schrader), jeune femme juive allemande qui vit à New York. Le jour de l'arrivée de sa mère, elle trouve dans le couloir d'un hôtel une femme très gravement blessée. À l'hôpital où elle l'a accompagnée, elle fait la connaissance de son fils David (Dani Levy), dont elle tombe amoureuse. La mère de David meurt de ses blessures. A-t-elle été assassinée ? Et en quoi leurs deux mères sont-elles liées ? La recherche de la vérité va emmener Lena en Allemagne pour délier un secret qui remonte à la Seconde Guerre mondiale.
En 1999, il réalise le court métrage de 14 minutes Das Geheimnis (traduction : le secret) en Islande et au Nevada sur un scénario de Ralph van Deusen.

La même année, il joue le concierge de l'hôtel Fleabag dans Die Hochzeitskuh de Tomi Streiff. 
En 2001, il tourne le vidéoclip Adriano, Letzte Warnung (traduction : Adrien, dernier avertissement) pour le groupe Brothers Keepers, un collectif de 14 artistes Afro-Allemands.

La même année, il joue le rôle de Matthias, le metteur en scène concubin d'Emmanuelle Béart dans le film La Répétition de Catherine Corsini avec Pascale Bussières et Sami Bouajila.
En 2002, il tourne le documentaire de 21 minutes qu'il a écrit : Hannah und ihr Papa (traduction : Hannah et son papa).
Puis il tourne Väter (traduction : père). Il en a écrit le scénario avec Rona Munro sur une idée de Matthias Matussek et Günter Rohrbach. Le film est présenté au 26e Festival des films du monde de Montréal.

C'est l'histoire de Marco et Mélanie (maria Schrader) qui sont ballotés par leur vie professionnelle et leur quotidien stressants. Le jour où Marco, une fois de plus, oublie de s'occuper de son fils, Mélanie demande le divorce. Privé de visites, Marco va enfin se découvrir père et choisir entre son fils et son travail.
En 2003, il joue le rôle de Dimitri Zamelsky dans le téléfilm français De soie et de cendre de Jacques Otmezguine.
En 2004, 15 ans après RobbyKallePaul, il retrouve Holger Franke pour collaborer à l'écriture de sa comédie Alles auf Zucker! (Titre français : Monsieur Zucker joue son va-tout). Celle-ci connaît un grand succès. La Deutsche Filmakademie (l'Académie Allemande du Film fondée en 2003) attribue pour la première fois, en 2005, ses LOLA. Alles auf Zucker! y remporte les LOLA du meilleur film, de la meilleure réalisation, du meilleur scénario et du meilleur acteur principal. Levy et Holger Franke, son coscénariste, sont aussi distingués par le prix Ernst-Lubitsch. Pour l'anecdote, il donne un des rôles de la famille Zucker, Janna, à Anja Franke.

C'est l'histoire des frères Zucker qui, pour toucher leur héritage, doivent respecter les dernières volontés de leur mère en se réconciliant et en participant avec toute la famille à la semaine de veillée mortuaire dans le plus strict respect de la tradition juive. Mais Jackie, le frère flambeur sur la paille, ne pense qu'à gagner le prix d'un tournoi de billard qui lui permettrait de fuir ce cauchemar familial. Dani Levy renoue avec la comédie juive européenne en entraînant ses personnages dans un choc culturel drôlissime.

L’été de la même année, Dani Levy retourne au théâtre et met en scène sa pièce Freie Sicht Aufs Mittelmeer (traduction : vue dégagée sur la Méditerranée) pour le théâtre de Bâle, donnée pour la première fois en septembre 2004 et enregistrée pour la télévision en 2005.
En 2007, il écrit seul et réalise une comédie parodique sur Adolf Hitler Mon Führer : La Vraie Véritable Histoire d'Adolf Hitler (Mein Führer - Die wirklich wahrste Wahrheit über Adolf Hitler). Le film suscite beaucoup de débats et de critiques lors de sa sortie en Allemagne mais attire cependant environ un million de spectateurs Allemands. Il doit sortir dans quinze pays européens. Pour l'anecdote, c'est le dernier film de Ulrich Mühe, l'acteur de La Vie des autres.

Fin 1944, Hitler est déprimé : les Alliés ont quasiment gagné la guerre. Goebbels fait alors sortir un professeur de théâtre, Grünbaum, du camp de concentration de Sachsenhausen où il est enfermé afin qu'il donne des cours au führer et qu'il le prépare à tenir un grand discours à Berlin, "comme au bon vieux temps".

## La collaboration avec Maria Schrader
À partir de 1989, Dani Levy entame une longue collaboration cinématographique qui s'achèvera en 2002 avec sa compagne l'actrice Maria Schrader.
Avec elle, il écrira quatre de ses films : RobbyKallePaul en 1989 ; Meschugge écrit en 1990 et réalisé 8 ans plus tard ; I Was on Mars en 1992 ; Stille Nacht en 1995.
Maria Schrader jouera dans six de ses films : RobbyKallePaul en 1989 ; I Was on Mars en 1992 ; Ohne Mich en 1993 ; Stille Nacht en 1995 ; Meschugge en 1998 ; Väter en 2002.
Ils joueront ensemble dans des films d'autres réalisateurs comme Halbe Welt de Florian Flicker en 1993 ; Einer meiner altesten freunde de Rainer Kaufmann et Burning Life de Peter Welz en 1994 ; Die Hochzeitskuh de Tomi Streiff et Aimée et Jaguar de Max Färberböck en 1998.

## Filmographie

### Réalisateur et scénariste
- 1986 : Toi et moi aussi (de) (Du mich auch)
- 1989 : Robby, Kalle et Paul (RobbyKallePaul)
- 1992 : I Was on Mars
- 1993 : Ohne mich
- 1995 : Stille Nacht (Stille Nacht – Ein Fest der Liebe)
- 1998 : La Girafe (de) (Meschugge)
- 1999 : Das Geheimnis — court-métrage de 20'
- 2002 : Le Père (de) (Väter)
- 2004 : Monsieur Zucker joue son va-tout (Alles auf Zucker!)
- 2007 : Mon Führer : La Vraie Véritable Histoire d'Adolf Hitler (Mein Führer - Die wirklich wahrste Wahrheit über Adolf Hitler)
- 2009 : Fragments d'Allemagne (Deutschland 09) — segment Joshua
- 2010 : Das Leben ist zu lang (de)
- 2016 : Le Monde des Wunderlich (Die Welt der Wunderlichs)
- 2019 : Berlin, I Love You - un segment
- 2020 : Die Känguru-Chroniken (de)
- 2022 : The Sheikh (de) (série télévisée, 8 épisodes)

### Acteur
- 1984 : Motel, série télévisée : Peperoni
- 1986 : Toi et moi aussi (de) (Du mich auch) de lui-même : Romeo
- 1989 : Robby, Kalle et Paul (RobbyKallePaul) de lui-même : Robby
- 1991 : Hausmanner : Paul
- 1992 : I Was on Mars : Alio
- 1993 : Halbe Welt : Katz
- 1993 : Ohne mich : Simon Rosenthal
- 1994 : Einer meiner altesten freunde : Zeto
- 1994 : Burning Life : Neuss
- 1995 : Die Mediocren : Jost
- 1995 : Stille Nacht (Stille Nacht – Ein Fest der Liebe)
- 1996 : Tempo : Bernd
- 1996 : Kondom des Grauens : un client
- 1997 : Aimée et Jaguar : Fritz Borchert
- 1997 : Faust, série télévisée : épisode Auf den Tag genau
- 1998 : Die hochzeitskuh : le concierge de l'hôtel
- 1998 : La Girafe (de) (Meschugge) : David Fish
- 2001 : La Répétition : Matthias
- 2003 : De soie et de cendre : Dimitri Zamelsky
- 2004 : Monsieur Zucker joue son va-tout (Alles auf Zucker!) : un joueur
- 2009 : Fragments d'Allemagne (Deutschland 09) — segment Joshua : lui-même
- 2019 : Berlin, I Love You - segment

### Producteur
- 1994 : Apokalypse Pink
- 1998 : La Girafe (de) (Meschugge)